# Werner Steinbring
Werner Steinbring (* 12. Mai 1904 in Berlin; † 14. April 1972 in Hamburg) war ein deutscher Politiker (CDU, SPD).
Werner Steinbring studierte Wirtschaftswissenschaften an der Handelshochschule Berlin und legte 1925 das Diplom ab. 1941 machte er das Examen als Wirtschaftsprüfer. Er arbeitete in der Finanzverwaltung als Wirtschaftsprüfer und Steuerberater.
Nach dem Zweiten Weltkrieg arbeitete Steinbring weiterhin als Wirtschaftsprüfer und Steuerberater. Bei der Berliner Wahl 1954 wurde er für die CDU in das Abgeordnetenhaus von Berlin gewählt. Im Februar 1958 wechselte Steinbring im Parlament zur SPD-Fraktion. Bei der Wahl 1963 wurde er für die SPD in das Abgeordnetenhaus gewählt.